# Christine Magnuson
Christine Magnuson (Tinley Park, 17 ottobre 1985) è una nuotatrice statunitense.

## Palmarès
- Olimpiadi

Pechino 2008: argento nella 4x100m misti e nei 100m farfalla.
- Mondiali

Shanghai 2011: oro nella 4x100m misti.
- Mondiali in vasca corta

Dubai 2010: argento nella 4x100m misti.
Istanbul 2012: bronzo nella 4x100m misti.
- Giochi PanPacifici

Irvine 2010: argento nei 100m farfalla e bronzo nei 50m farfalla.